# Taggräka
Taggräka (Spirontocaris spinus) är en kräftdjursart som först beskrevs av Sowerby 1805.  Taggräka ingår i släktet Spirontocaris och familjen Hippolytidae. Enligt den svenska rödlistan är arten otillräckligt studerad i Sverige. Arten förekommer i Götaland. Artens livsmiljö är havet. Inga underarter finns listade i Catalogue of Life.